# Federația Română de Triatlon
Federația Română de Triatlon (FRTRI) este o structură sportivă de interes național ce desfășoară, organizează și promovează activitatea de triatlon din România. 
Înființată în anul 2012, este membră a Comitetului Olimpic Român (COSR), și al World Triathlon (WT).

## Vezi și
- Sportul în România